# Tausha Mills
Nartausha Annette Mills, detta Tausha (Dallas, 29 febbraio 1976), è un'ex cestista statunitense, professionista nella ABL e nella WNBA.

## Carriera
È stata selezionata dalle Washington Mystics al primo giro del Draft WNBA 2000 (2ª scelta assoluta).